# Nymphon aritai
Nymphon aritai is een zeespin uit de familie Nymphonidae. De soort behoort tot het geslacht Nymphon. Nymphon aritai werd in 1991 voor het eerst wetenschappelijk beschreven door Nakamura & Child. 